# ICG Integrated Consulting Group

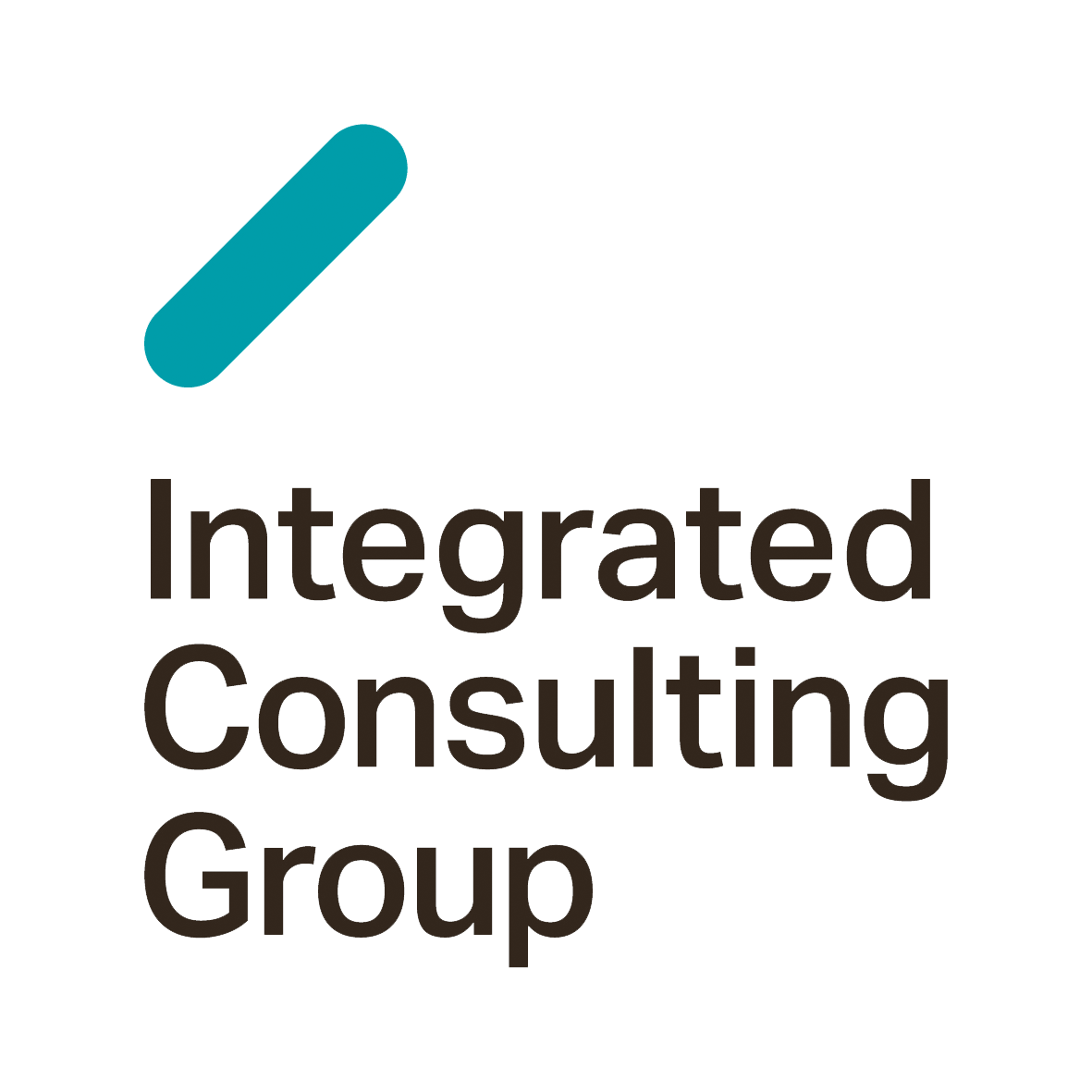
ICG Logo

## ICG Integrated Consulting Group
ICG Integrated Consulting Group este un grup de consultanță european poziționat ca "Your Partner in Change". 
Peste 300 de clienți din toată Europa sunt deserviți anual de ICG Integrated Consulting Group.

### Sediul Central
Graz, Austria.

### Birouri
Viena, Budapesta, Praga, Helsinki, București, Bratislava, München, Rotterdam, Bruxelles.

### Anul înființării
1983

### Istorie
ICG a fost înființată la Graz de un grup de profesioniști în management și s-a concentrat inițial pe piața austriacă și germană. Începând cu anii 1990, compania a demarat o extindere internațională în Europa Centrală și Scandinavia, stabilindu-și prezența în țări precum Ungaria, Finlanda, România, Republica Cehă, Suedia, Olanda, Belgia și Slovacia. De asemenea, firma a stabilit parteneriate cu firme similare din Statele Unite și China.

### Arii de competență
- Managementul Schimbării
- Inovare
- Leadership
- Excelență Operațională

### Publicații
În 2024, ICG a publicat cartea „Change that Works” la Editura Campus. Volumul, rezultat al efortului colectiv al 43 de autori, prezintă o colecție cuprinzătoare de principii, metodologii și instrumente concepute pentru a susține schimbarea organizațională și a genera impact măsurabil.

ICG Consultants holding the Change that Works book

### Recunoaștere Internațională
Din anul 2021, ICG Integrated Consulting Group este menționată de revista germană brand eins printre firmele de consultanță de top care acționează în piața germană.  De asemenea, în 2025, publicația austriacă Industrie Magazine plasează ICG Integrated Consulting Group printre primele cinci companii de consultanță din Austria. 

### Links
Cartea Change That Works pe Amazon.de 
Website oficial al ICG Integrated Consulting Group 